# Fabrizio Rongione

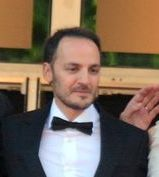
Fabrizio Rongione

Fabrizio Rongione (* 3. März 1973 in Brüssel) ist ein belgischer Drehbuchautor und Film- und Theaterschauspieler.

## Leben
Fabrizio Rongione wurde 1973 in Brüssel geboren. Seine Eltern sind Italiener. Sein Debüt am Theater gab Rongione im Jahr 1997.
Nach einigen Rollen im Theater erhielt er als 26-Jähriger in Rosetta von Jean-Pierre und Luc Dardenne, der im Mai 1999 bei den Filmfestspielen in Cannes seine Premiere feierte, seine erste Filmrolle und wirkte fortan in vielen Filmen der Brüder mit, so in Das Kind, Lornas Schweigen, Der Junge mit dem Fahrrad und zuletzt in Das Ereignis. Für seine Rolle in ihrem Film Zwei Tage, eine Nacht, in dem er an der Seite von Marion Cotillard spielte, wurde Rongione 2015 beim Magritte als bester Hauptdarsteller ausgezeichnet.

## Filmografie (Auswahl)
- 1999: Rosetta
- 2001: Le parole di mio padre
- 2002: Le troisième œil
- 2004: Tartarughe sul dorso
- 2004: Nema problema
- 2004: Ne fais pas ça!
- 2005: Das Kind (L’Enfant)
- 2006: Fratelli di sangue
- 2006: Ça rend heureux
- 2006–2008: Mafiosa (Fernsehserie, 14 Folgen)
- 2007: Le dernier gang
- 2008: Il nostro messia
- 2008: Lornas Schweigen (Le silence de Lorna)
- 2009: La prima linea
- 2009–2017: Un Village Français – Überleben unter deutscher Besatzung (Fernsehserie, 44 Folgen)
- 2010: Lionel
- 2011: Der Junge mit dem Fahrrad (Le gamin au vélo)
- 2011: Sulla strada di casa
- 2012: Schattenkinder (Ombline)
- 2012: L’oeil de l’astronome
- 2012: Diaz – Don’t Clean Up This Blood (Diaz)
- 2013: Violette
- 2013: Die Nonne (La Religieuse)
- 2013: Une chanson pour ma mère
- 2014: La sapienza
- 2014: Zwei Tage, eine Nacht (Deux jours, une nuit)
- 2016: Faut pas lui dire
- 2016: I figli della notte
- 2016: Marion, 13 ans pour toujours
- 2016: Les survivants
- 2016: Il nido
- 2016: Das unbekannte Mädchen (La fille inconnue)
- 2016: Le cœur régulier
- 2016: Le fils de Joseph
- 2017: Diane a les épaules
- 2017: Une part d'ombre
- 2018: Méprises
- 2019: The First King – Romulus & Remus
- 2019: L’amore a domicilio
- 2020: Il caso Pantani – L’omicidio di un campione
- 2020: Die unglaubliche Geschichte der Roseninsel (L’incredibile storia dell’Isola delle Rose)
- 2021: Azor
- 2021: Das Ereignis (L’événement)
- 2022: Oussekine (Fernsehvierteiler)
- 2024: Le Déluge. Der schwere Gang zur Guillotine (Le Déluge)

## Theaterarbeiten (Auswahl)
- 1996: Le piège von Tadeusz Różewicz (Rolle Franz Kafka)
- 1998: Bent von Martin Sherman
- 1998: Les Fléaux (Drehbuch und Regie)
- 1999: Le Rouge et le Noir von Stendhal (Rolle Julien Sorel)
- 1999: Egmont von Goethe (Rolle Ferdinand)
- 2000: Ferdydurke von Witold Gombrowicz (Rolle Mientus)
- 2000: Couple ouvert à deux battants von Dario Fo
- 2003: La princesse de Babylone
- 2003: C’était Bonaparte (Rolle Bonaparte)
- 2005: Le jeu de l’amour et du hasard
- 2005: Papiers d’Arménie (Rolle Azad)
- 2007: Un pour la Route – L’arrière Scène à Bruxelles
- 2007: Une Rencontre – La Samaritaine à Bruxelles (Rolle Marco)[3]

## Auszeichnungen
Magritte
- 2015: Auszeichnung als Bester Hauptdarsteller (Zwei Tage, eine Nacht)